# 岡川寺 (愛知県武豊町)

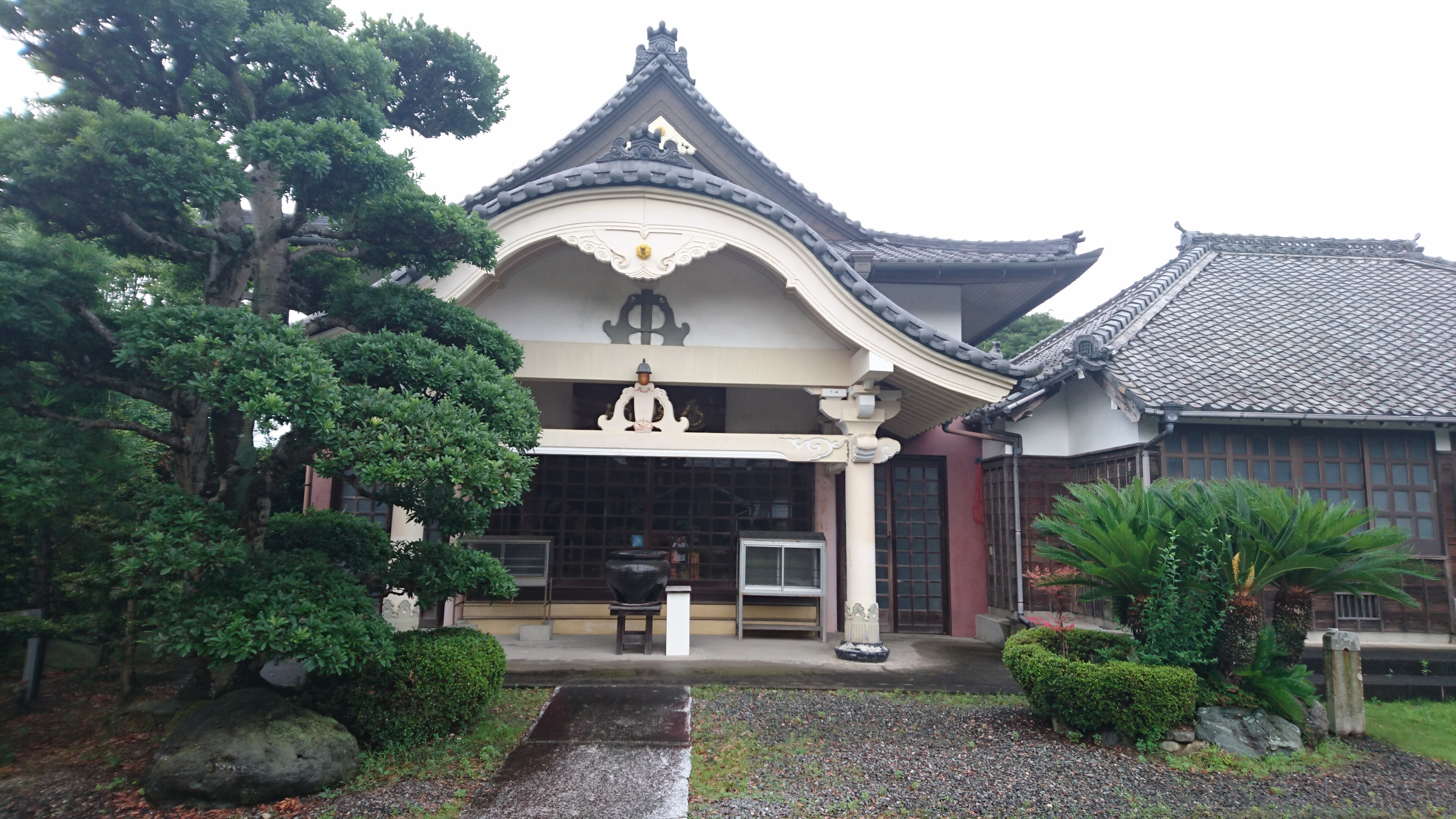
本堂の外観

岡川寺（こうせんじ）は、愛知県知多郡武豊町にある曹洞宗の寺院である。大師堂には日本一大きいとされる木造建築の恵當大弘法大師像(約3,6メートル)がある。

## 歴史
当弘法大師像は、1925年（大正14年）、関東大震災による不安定な世相を憂いた法光山四世、落合充雄により地域の協力を得て約3年の歳月をかけて建立された。
大師堂は老朽化により再建されたことがある。

## 大師堂
恵當大弘法大師像という名の通り、大師堂には弘法大師像の周りを囲むように十二支御守本尊が並んでおり、弘法大師像の背中には胎内仏として薬師如来像がある。大師堂を一周するように参拝する。